# خانس‌پور
خانس‌پور (به انگلیسی: Khanaspur) یک منطقهٔ مسکونی در پاکستان است.